# Windisch Károly Gottlieb
Windisch Károly Gottlieb; németesen Karl Gottlieb von Windisch (Pozsony, 1725. január 28. – 1793. március 30.) pozsonyi magántudós, szerkesztő és helyi politikus, Pozsony város szenátora, város kapitánya, polgármestere. Híres a tudományos téren német nyelven kiadott történelmi munkái, illetve az „Ungrisches Magazin” folyóirata és szerkesztett hírlapja után.

## Élete
Született 1725. január 28. Pozsonyban egy evangélikus vallású régi nemesi családban. Atyja, nemes Windisch György Kristóf, anyja, Anna Judith asszony volt.  Tizenegy éves korában magyarul tanult Győrben, majd Trencsénben szlovákul. Miután visszatért Pozsonyba ott folytatta tanulmányait. Megtanulta az olasz nyelvet, sőt a festészetben és rézmetszésben is jeleskedett. Belföldi tanulmányai (köztük a híres Pozsonyi Evangélikus Líceum) és egy hosszabb külföldi tartózkodás után Windisch, kereskedőként dolgozott, ám tudományos felkészültsége a kereskedői pályáról elterelte. Élete során több tisztséget is betöltött szülővárosában (szenátor, városelöljáró) és 1789-től Pozsony polgármestere is volt. Windisch, aki a német nyelv mellett még a magyar, szlovák, olasz, latin és feltehetőleg az angol nyelvet is ismerte, központi figurája volt a Magyar Királyság irodalmi életének.  Ezt bizonyítja terjedelmes levelezése.

## Munkássága
Miután irodalmi műveivel Európa-szerte ismeretessé lett, az augsburgi, azután az olmützi és altdorfi tudományos társaságok tiszteletbeli tagjuknak választották. Sokat fáradozott egy pozsonyi tudós társaság létesítésén. Legnagyobb érdeme, hogy ő volt az első, aki hazánkban a hírlapirodalmat (bár németül) meghonosította, tehát számos történelmi és földrajzi mű megjelenítése mellett, mint kiadó is tevékenykedett. 1758-ban illetve 1762-ben részt vehetett egy tudós társaság megalapításában Pozsonyban. Ez volt az úgynevezett a Tudományok Barátja Társaság.

### Saját munkái
- Hanswurst. Ein Lustspiel in einem Aufzuge|Hanswurst. Ein Lustspiel in einem Aufzuge, Pressburg, 1761
- Der vernünftige Zeitvertreiber|Der vernünftige Zeitvertreiber, Pressburg, 1770
- Politische, geographische und historische Beschreibung des Königreichs Hungarn| Politische, geographische und historische Beschreibung des Königreichs Hungarn, Pressburg, 1772 (névtelenül)
- Kurzgefasste Geschichte der Ungarn von den ältesten, bis auf die itzigen Zeiten...| Kurzgefasste Geschichte der Ungarn von den ältesten, bis auf die itzigen Zeiten..., Pressburg, 1778 (újabb kiadása. Pressburg, 1784)
- Geographie des Königreichs Ungarn. Mit Kupfern und 2 illuminirten Karten| Geographie des Königreichs Ungarn. Mit Kupfern und 2 illuminirten Karten, Pressburg, 1780, két kötet
- Betrachtung über den Tod Ihro Majestät Maria Theresia vor einer Versammlung, von einem Ungar|Betrachtung über den Tod Ihro Majestät Maria Theresia vor einer Versammlung, von einem Ungar, Pressburg, 1780
- Briefe über den Schachspieler des Hrn. von Kempelen nebst drey Kupferstichen die diese berühmte Maschine vorstellen, herausgegeben von Chr. von Mechel...|Briefe über den Schachspieler des Hrn. von Kempelen nebst drey Kupferstichen die diese berühmte Maschine vorstellen, herausgegeben von Chr. von Mechel..., Pressburg, 1783 (és Basel 1783. Francziául ugyanott kiadva. Pressburg, 1783. Hollandul: Amsterdam, 1785)
- Geographie und Geschichte des Königreichs Ungarn für Juden. 3. Auflage. Pressburg| Geographie und Geschichte des Königreichs Ungarn für Juden. 3. Auflage. Pressburg, 1785 (4. bőv. és Belnay G. A. által folytatott kiadás. Pressburg, 1809. Rézm.)
- Sammlung christlicher Lieder und Gesänge zum Gebrauche evangelischer Religionsverwandten|Sammlung christlicher Lieder und Gesänge zum Gebrauche evangelischer Religionsverwandten, Pressburg, 1785
- Neues Gesang- und Gebetbuch zum gottesdienstlichen Gebrauche der evangelischen Gemeinde in Pressburg|Neues Gesang- und Gebetbuch zum gottesdienstlichen Gebrauche der evangelischen Gemeinde in Pressburg, Pressburg, 1788
- Geographie des Grossfürstenthums Siebenbürgen|Geographie des Grossfürstenthums Siebenbürgen, Pressburg, 1790
- Beschreibung der Feierlichkeiten bei der Krönung Seiner Kaiserl. Majestät Leopold des Zweiten zum ungarischen König den 15. Novemb|Beschreibung der Feierlichkeiten bei der Krönung Seiner Kaiserl. Majestät Leopold des Zweiten zum ungarischen König den 15. Novemb, Pressburg, 1790

### Szerkesztői munkássága
Történeti és földrajzi művei mellett működésében legjelentősebb az, hogy Magyarországon meghonosította a felvilágosodás jellegzetes folyóirattípusait. 1767-től 1769-ig Der Freund der Tugend, 1771-től 1773-ig Pressburgisches Wochenblatt zur Ausbreitung der Künste und Wissenschaften, 1781-től 1783-ig Ungrisches Magazin, 1791–1792-ben Neues Ungarisches Magazin címmel szerkesztette a lapot. 1764-ben részt vett a Pressburger Zeitung megalapításában, s 1773-ig szerkesztője is volt.

## Hatása a magyar sajtóirodalomra
A 18. század második felében a főleg német nyelvterületen elszaporodó folyóiratok kritikai rovatai hozzájárultak ahhoz, hogy a hírlapokba is egyre több irodalom, majd társadalombírálat kerüljön be, és hogy a korábbi száraz, egyszerűen csak híreket "referáló" újságokba egyre inkább behatoljon a politikai véleménynyilvánítás is.
Windisch, akire erősen hatottak a teréziánus és jozefinista korszak eszméi, német nyelvű morális és tudományos folyóiratokat alapított. Ezekben különösen megmutatkozott a bécsi felvilágosodás hatása. Ilyen volt például a Pressburger Zeitung, amely 1929-ig élt.
A magyar nyelvű folyóirat-irodalom csak a Jozefinizmus korszaka után indult meg. Addig hírlapjaink igyekeztek hiányukat pótolni, részben úgy, hogy maguk is közöltek rövidebb-hosszabb — folyóiratba való — cikkeket, részben pedig melléklapok megjelentetésével. Ezt figyelhettük meg már Windisch Károly Gottlieb német nyelvű kezdeményezéseinél csakúgy, mint a későbbiek során a magyar újságoknál. Windisch később önálló folyóiratokat is kiadott Pozsonyban, részben gottschedi mintájú morális hetilapokat, részben pedig tudományos folyóiratot: az Ungrisches Magazin-t, 1781-ben.

## Levelezése
Windisch Károly Gottlieb levelezése közel kétszáz levelet tartalmaz. Ezek 1758. szeptember 14-e és 1793 márciusa között íródtak. 85 levelet maga Windisch Károly szerzett az Ungrisches Magazin kiadása közben, további 19-et két legközelebbi munkatársa, Cornides Dániel és Seivert János. A levelezés Cornides kezdi el 1781-ben Marosvásárhelyen kelt levelével. Az Ungrisches Magazin megalapításáról szól. A többi 36 levelet pedig egyéb munkatársai írnak: Conrad Dominik Bartsch, Pray György, Schönwisner István, Benkő József, Wagner Mihály, Lautsek Márton, Fabricius András, Engel József Keresztély és Kováts János Imre.
A levelek egy része, Windisch hivatali tevékenységéhez kapcsolódtak és utasításokról van bennük szó, amelyeket mint polgármester írt Crudy Dánielnek az evangélikus egyház akkori lelkészének. Egy más része az ötvenes évek végén íródott, melyeket az augsburgi Johann Daniel Herznek címzett, amelyek a Társaság írásainak tervezett kiadásairól szóltak, illetve azokról a problémákról, amelyek e tervekkel összefüggtek. Továbbá Joseph Von Petrasch báróval is levelezett.